# جزیره دانوب

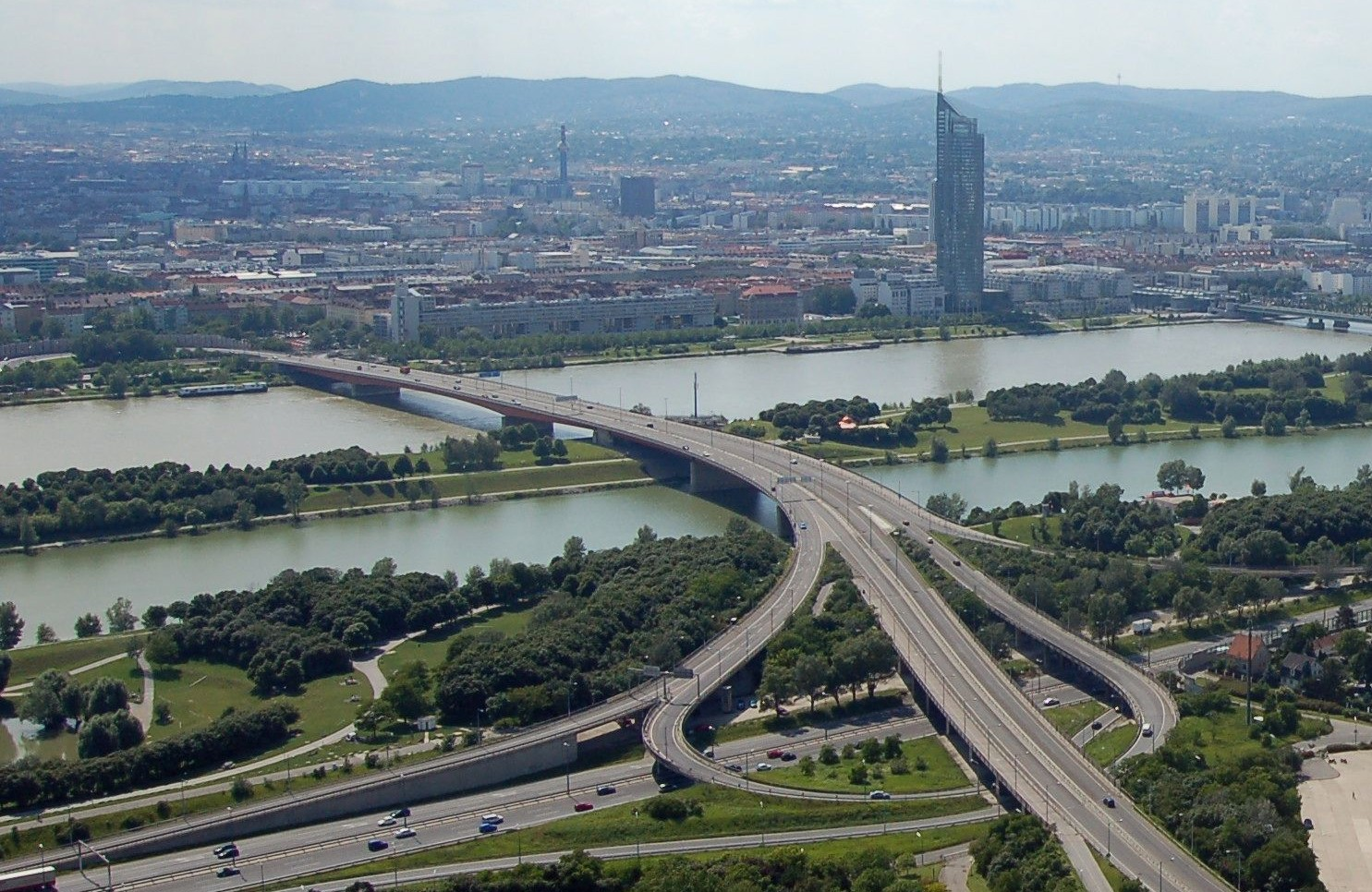
نمایی از جزیره

جزیرهٔ دانوب (Donauinsel) یک جزیرهٔ دراز و باریک در مرکز وین، اتریش است که میان رود دانوب و دانوب جدید، کانالی که کنار آن به صورت موازی کنده شده‌است قرار دارد. این جزیره ۲۱٫۱ کیلومتر طول و ۷۰ تا ۲۱۰ متر پهنا دارد. دانوب جدید یک دریاچهٔ دراز شده برای هدف‌هایی مانند شنا و ورزش‌های آبی است.
در این مکان رویدادهای ورزشی مانند رول‌اسکیت، دوچرخه‌سواری، شنا و قایق‌رانی انجام می‌گیرد. این جزیره یک ساحل دارد که بسیار شبیه ساحل‌های مناطق گرمسیری است و یادآورد کوپاکابانای ریو دو ژانیرو است و نام کوپا کاگرانا را گرفته‌است.
هدف اصلی از ساخت این جزیره حفظ شهر در برابر خطر سیل است، از سال ۱۸۷۰ تلاش شده تا شهر را در برابر سیل ایمن کرد چون رود دانوب از وسط شهر وین می‌گذرد.